# Derviş Hızarcı

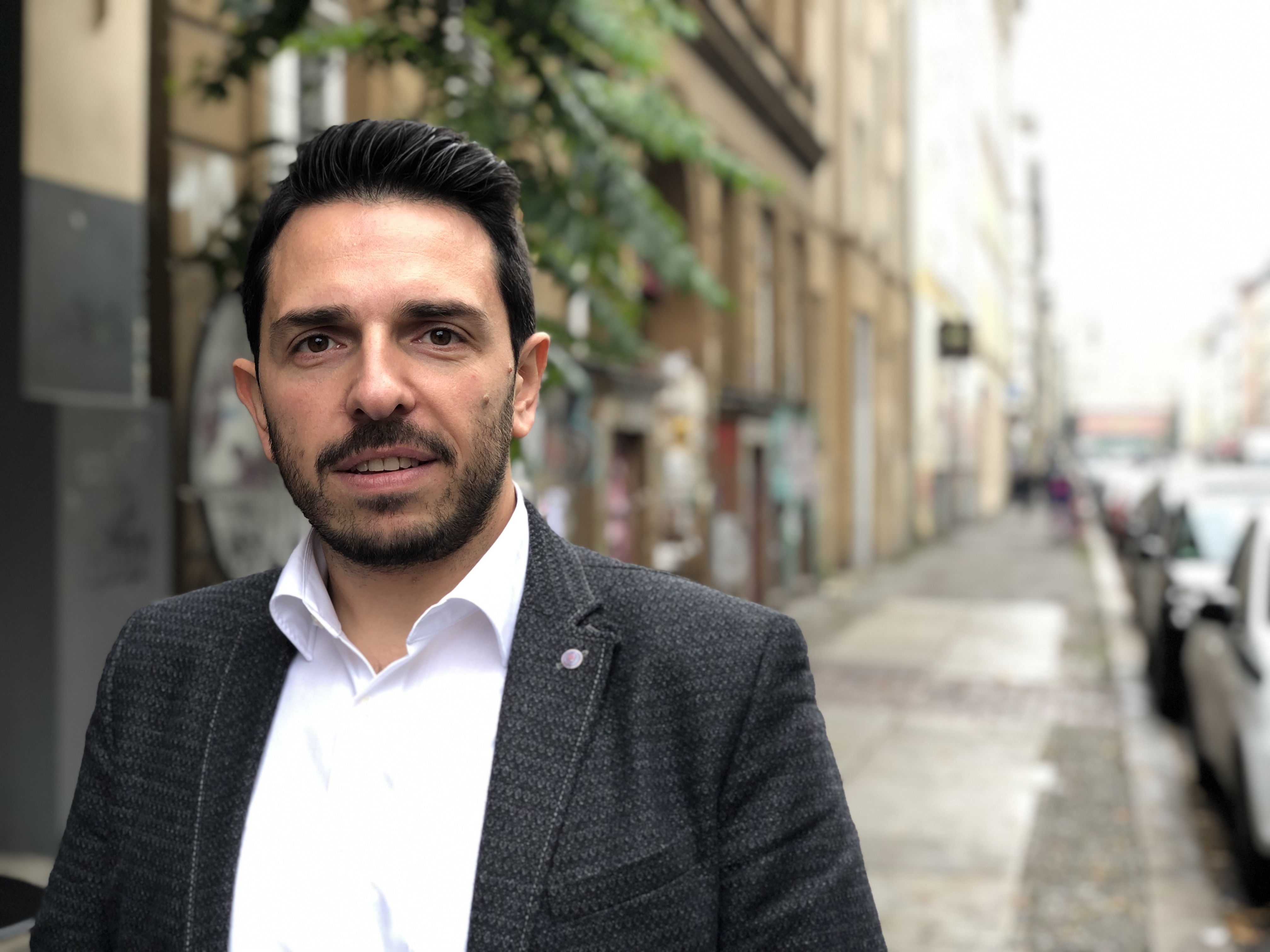
Derviş Hızarcı (2019)

Derviş Hızarcı (* 1983 in West-Berlin) ist ein deutscher Autor und Experte zu den Themen Antisemitismus, Rassismus und Diskriminierung. Von August 2019 bis September 2020 war er der Antidiskriminierungsbeauftragte der Berliner Senatsverwaltung für Bildung, Jugend und Familie.

## Leben
Derviş Hızarcı wuchs in Berlin-Neukölln auf, als Sohn einer türkischen Gastarbeiterfamilie, die 1969 aus Yozgat nach Berlin einwanderte. Er hat zwei Geschwister; sein älterer Bruder Abdullah-Akin Hızarcı ist seit 2015 Vorstandsmitglied der Rechtsanwaltskammer Berlin. Nach seinem Lehramtsstudium in Berlin und Magdeburg und seinem Referendariat in Berlin-Lichtenberg wurde er Lehrer an der Carl-Von-Ossietzky-Gemeinschaftsschule in Berlin-Kreuzberg. Von 2011 bis 2015 war er Aufsichtsratsvorsitzender der Türkischen Gemeinde Berlin, wo er den Dialog mit der Jüdischen Gemeinde Berlin und der damaligen Vorsitzenden Lala Süsskind und später Gideon Joffe förderte. Von 2008 bis 2011 war er Mitarbeiter der Bildungsabteilung im Jüdischen Museum Berlin. Durch seine Arbeit dort entwickelte er ein breites Wissen zu Deutsch-Jüdischer Geschichte und zum Judentum. 2011 lernte er den Verein Kreuzberger Initiative gegen Antisemitismus (KIgA) kennen und leitet diesen als Vorstandsvorsitzender seit 2015. In seiner Amtszeit wuchs der Verein von einer kleinen Nachbarschaftsinitiative zu einer national und international angesehenen Institution im Kampf gegen den Antisemitismus. Neben dem Anne Frank Zentrum und dem Kompetenzzentrum der Zentralwohlfahrtsstelle der Juden in Deutschland ist die KIgA ein zentraler Akteur im Bereich der politischen Bildung in Deutschland.
Von 2013 bis 2016 war er Co-Koordinator des dort durchgeführten Turkish-Jewish Roundtable und Mitglied der Taskforce Antisemitismus des AJC Berlin. Von 2017 bis 2018 war Hızarcı Mitglied des Arbeitskreises gegen Antisemitismus der Berliner Staatssekretärin für bürgerschaftliches Engagement, Sawsan Chebli, zusammen mit Deidre Berger (damals Vorsitzende American Jewish Committee Berlin), Sigmount Königsberg (Antisemitismusbeauftragter der Jüdischen Gemeinde zu Berlin) und dem Grünen-Politiker Sergey Lagodinsky. Zudem war Hızarcı Mitglied einer internationalen Expertengruppe zu Antisemitismus der Organisation für Sicherheit und Zusammenarbeit in Europa. Dabei wirkte er maßgeblich an der Entwicklung eines Leitfadens für politische Entscheidungsträgerinnen zu Bildungsarbeit gegen Antisemitismus mit.
Im Jahr 2014 gründete Hızarcı mit Chaban Salih und Hakan Tosuner, dem Geschäftsführer des Avicenna-Studienwerkes, die gemeinnützige Gesellschaft empati. Diese ist vor allem bekannt durch die Durchführung des jährlichen Wettbewerbs zum Klassensprecher des Jahres in Berlin. Auch interreligiöser Dialog ist ein Schwerpunkt seiner Arbeit bei empati: 2015 führte er einen Pilotdurchlauf des Projektes DialoWG durch, in dem Muslime und Juden gemeinsam in einer Wohngemeinschaft leben. Die empati führte auch Studien für das Bundesministerium des Innern, für Bau und Heimat durch, die in den 2. Antisemitismusbericht des Deutschen Bundestages einflossen.
Zur Feier des 25-jährigen Bestehens des United States Holocaust Memorial Museum in Washington, D.C. war Hızarcı als Ehrengast geladen.
Immer wieder nimmt Hızarcı in tagespolitischen Medien Stellung über Interviews und Beiträge, so in der Jüdischen Allgemeinen, der taz, Neues Deutschland, dem Tagesspiegel, der Süddeutschen Zeitung und anderen.
Von August 2019 bis September 2020 war Hızarcı der Antidiskriminierungsbeauftragte der Berliner Senatsverwaltung für Bildung, Jugend und Familie. Von September 2020 bis Februar 2022 war er Programmdirektor der Alfred Landecker Foundation im Bereich Demokratieförderung, Minderheitenschutz und Antisemitismusbekämpfung. Seit Juli 2019 sitzt Hızarcı im Beratungskreis des Beauftragten der Bundesregierung für jüdisches Leben in Deutschland und den Kampf gegen Antisemitismus, Felix Klein. Seit 2018 ist Hızarcı außerdem Vorstandsmitglied in der Bundesarbeitsgemeinschaft religiös begründeter Extremismus (BAG RelEx e. V.). 2020 wurde er Mitglied der Partei Bündnis 90/Die Grünen im Kreisverband Charlottenburg-Wilmersdorf.
2021 wurde Hızarcı von Bundespräsident Frank-Walter Steinmeier zum Tag des Ehrenamtes die Verdienstmedaille der Bundesrepublik Deutschland für Engagement in der Einwanderungsgesellschaft verliehen. 2024 wurde er mit dem Verdienstorden des Landes Berlin ausgezeichnet.
Am 14. Oktober 2024 erschien sein Buch "Zwischen Hass und Haltung" beim Suhrkamp Verlag.